# Пуцурень
Пуцурень, Пуцурені (рум. Puțureni) — село у повіті Ботошані в Румунії. Входить до складу комуни Коцушка.
Село розташоване на відстані 412 км на північ від Бухареста, 42 км на північ від Ботошань, 120 км на північний захід від Ясс.

## Населення
За даними перепису населення 2002 року у селі проживали 638 осіб, усі — румуни. Усі жителі села рідною мовою назвали румунську.